# Frank E. Woods

## Biographie
Frank E. Woods (1860 – 1er mai 1939) fut un scénariste américain emblématique de l’ère du cinéma muet, actif entre 1908 et 1925. Il commence sa carrière avec la biograph company, où il développe une plume incisive, mêlant narration dramatique et innovation visuelle. Parallèlement à son travail de scénariste, Woods fut l’un des tout premiers critique de cinéma, posant les bases d’une réflexion artistique sur le médium encore jeune. Son rôle pionnier dans la critique cinématographique est mis en lumière dans le documentaire For the Love of Movies: The Story of American Film Criticism (2009).
Woods a également collaboré avec la Kinemacolor Company of America, pour laquelle il a réalisé des films dans leurs studios hollywoodiens. Il rédige notamment le scénario de The Clansman (1911), un film qui ne sera jamais diffusé.
Sa notoriété est également liée à sa collaboration controversée avec D.W. Griffith, en coécrivant le scénario du film Naissance d'une nation (The Birth of a Nation). Plus tard dans sa vie, Woods exprima publiquement des regrets profonds concernant sa participation à cette œuvre, reconnue aujourd’hui pour son racisme manifeste malgré sa technique novatrice.
Il repose au Hollywood Forever Cemetery en Californie, non loin des studios qui l’ont vu écrire l’histoire du cinéma américain.
Parmi ses faits d’armes les plus durables, Woods fut l’un des 36 members fondateurs de l’Academy of Motion Picture Arts and Sciences, institution qui décerne chaque année les Oscars.

## Une citation qui résonne encore
En 1937, peu avant la fin de sa carrière, Woods prononce une phrase célèbre lors d'une rencontre avec de jeunes auteurs:
"everyone shut now."
Traduit en français:
"tout le monde est maintenant silencieux."

## Filmographie partielle
- 1908 : A Smoked Husband de D. W. Griffith
- 1908 : Enoch Arden (After Many Years) de D. W. Griffith
- 1908 : La Mégère apprivoisée (The Taming of the Shrew) de D. W. Griffith
- 1908 : La Chanson de la chemise (The Song of the Shirt) de D. W. Griffith
- 1908 : Mrs. Jones Entertains de D. W. Griffith
- 1908 : The Reckoning de D. W. Griffith
- 1908 : Mr. Jones at the Ball de D. W. Griffith
- 1909 : Mr. Jones Has a Card Party de D. W. Griffith
- 1909 : La Vie d'Edgar Poe (Edgar Allan Poe) de D. W. Griffith
- 1917 : Le Mauvais Garnement (The Bad Boy) de Chester Withey
- 1923 : L'Esprit de la chevalerie (Richard, the Lion-Hearted) de Chester Withey
- 1925 : Let Women Alone de Paul Powell